# Saint-Jean-de-Cuculles
Saint-Jean-de-Cuculles este o comună în departamentul Hérault din sudul Franței. În 2009 avea o populație de 447 de locuitori.

## Evoluția populației
| An        | 1975 | 1982 | 1990 | 1999 | 2006 | 2009 |
| --------- | ---- | ---- | ---- | ---- | ---- | ---- |
| Populație | 147  | 159  | 239  | 352  | 434  | 447  |